# 현재는 아름다워
《현재는 아름다워》는 2022년 4월 2일부터 2022년 9월 18일까지 방송된 KBS 2TV 주말 드라마이다.

## 기획 의도
연애도, 결혼도 기피하는 시대, 나이 꽉 찬 李가네 삼형제가 집안 어른들이 내건 아파트를 차지하기 위해 짝을 찾아가는 과정을 그린 혼인성사 프로젝트 드라마.

## 방송 시간
| 방송 채널 | 방송 기간                            | 방송 시간                             | 방송 분량             |
| --------- | ------------------------------------ | ------------------------------------- | --------------------- |
| KBS 2TV   | 2022년 4월 2일 [1회](본방송)         | 토요일 저녁 8:10~밤 9:30              | 80분 (중간 광고 포함) |
| KBS 2TV   | 4월 3일~ 9월 18일 [2회~50회](본방송) | 매주 토요일, 일요일 저녁 8:05~밤 9:25 | 80분 (중간 광고 포함) |

## 제작진
- 제작사: SLL중앙, 드라마하우스스튜디오, 콘텐츠지음
- 연출: 김성근, 이현석(25회~50회)
  - 공동연출: KBS 1TV 일일연속극 《당신 옆이 좋아》, KBS 1TV 대하드라마 《무인시대》, KBS 1TV 대하드라마 《대왕 세종》 등
  - 연출: KBS 2TV 주말연속극 《인생이여 고마워요》, KBS 1TV 일일연속극 《다 함께 차차차》 등
- 극본: 하명희
  - 공동집필: KBS 2TV 청소년드라마 《사랑이 꽃 피는 계절》, KBS 2TV 금요드라마 《부부클리닉 사랑과 전쟁 시즌 1》 등
  - 집필: JTBC 월화드라마 《우리가 결혼할 수 있을까》, SBS 월화드라마 《따뜻한 말 한마디》, 《상류사회》, 《닥터스》, 《사랑의 온도》, tvN 월화드라마 《청춘기록》 등

## 등장 인물
- (†) 표시는 드라마 상에서 최종적으로 사망한 인물이다.
- 주연은 볼드체로 표시

### 주요인물
- 윤시윤: 이현재 역 (36세) - 법무법인 해준 파트너 변호사, 가사(이혼/상속)법 형사법 전문. 이가네 둘째. 영은의 옛연인. 해준의 큰 시동생. 미래의 남편. 튼튼이의 아버지.
- 배다빈: 현미래 역 (31세) - 킬링컬러 대표(개인회사). 준형의 전처. 현재의 아내. 해준의 동서. 튼튼이의 어머니
- 오민석: 이윤재 역 (39세) - 윤치과 원장, 현재와 수재의 형. 이가네 첫째. 해준의 남편. 꺼벙의 아버지.
- 신동미: 심해준 역 (41세) - 법무법인 해준 대표. 이혼 전문변호사. 윤재의 아내. 민호와 경애의 며느리. 미래의 형님 꺼벙의 어머니.
- 서범준: 이수재 역 (27세) - 7급 공시 준비생, 삼형제 중 이가네 막내. 윤재와 현재의 남동생. 해준,미래의 작은 시동생. 정후의 라이벌. 유나의 연인.
- 최예빈: 나유나 역 (25세) - 지인인 언니가 운영하는 별카롱의 직원, 2남 1녀 중 장녀다. 부모님은 오래전에 이혼했다. 실용주의적인 성격이다. 수재의 연인.

### 윤재, 현재 가족
- 박인환: 이경철 역 (79세) [젊은 시절: 지승현] - 이가네 수장, 삼형제의 조부. 민호의 양아버지. 수정(정은)의 생부. 이가네 최고의 권력자. 최고의 권력자지만 권력을 휘두르진 않는다. 해준, 미래의 시할아버지이자 미래의 외할아버지.
- 박상원: 이민호 역 (60세) - 은원중학교 교감선생님, 경철의 양아들. 삼형제의 아버지. 경애의 남편. 해준, 미래의 시아버지이자 미래의 양외삼촌.
- 김혜옥: 한경애 역 - 삼형제의 어머니, 민호의 아내. 경철의 며느리. 해준, 미래의 시어머니이자 미래의 양외숙모.

### 미래 가족
- 반효정: 윤정자 역 - 미래와 정후의 친할머니, 수정(정은)의 시어머니. 진헌의 어머니. 죽은 태현과 미영의 사돈.
- 박지영: 진수정/이정은 역 - 진헌의 아내, 미래와 정후의 어머니. 정자의 며느리. 죽은 태현과 미영의 양딸. 경철의 친딸. 진주의 친구이자 올케 언니. 현재의 장모 겸 양고모.
- 변우민: 현진헌 역 - 수정(정은)의 남편, 미래와 정후의 아버지. 정자의 아들. 봉푸드 대표. 진주의 오빠. 현재의 장인이자 양고모부.
- 김강민: 현정후 역 - 미래의 동생, 수정(정은)과 진헌의 아들. 봉푸드 본부장. 수재의 라이벌. 현재의 처남이자 양고종사촌.
- 최수린: 현진주 역 - 정자의 딸, 진헌의 여동생. 미래와 정후의 고모. 수정의 시누이이자 고등학교 동창.(27회~34회 특별출연)

### 경철 친척
- 선우용여: 이경순 역 - 경철의 여동생, 만리의 어머니. 혜영의 시어머니. 소라의 시할머니. 하늘&바다&해의 증조할머니. 성수의 친할머니.
- 정흥채: 최만리 역 - 경순의 아들, 혜영의 남편. 성수의 아버지. 소라의 시아버지. 하늘&바다&해의 친할아버지.
- 김예령: 유혜영 역 - 만리의 아내, 경순의 며느리. 성수의 어머니. 소라의 시어머니. 하늘&바다&해의 친할머니.
- 차엽: 최성수 역 - 법무법인 해준 과장, 윤재와 현재의 육촌동생. 수재의 육촌 형. 소라의 남편. 만리와 혜영의 아들. 하늘&바다&해의 아버지. 경순의 친손자.
- 현쥬니: 이소라 역 - 윤치과 간호조무사, 성수의 아내. 만리와 혜영의 며느리. 경순의 손자며느리. 하늘&바다&해의 어머니.
- 김효경: 최하늘 역 - 성수와 소라의 맏딸, 카페사장. 만리와 혜영의 친손녀. 경순의 증손녀. 바다의 언니. 해의 큰 누나.
- 임예진: 최바다 역 - 성수와 소라의 둘째 딸, 하늘의 여동생. 해의 둘째 누나. 만리와 혜영의 둘째 손녀. 경순의 둘째 증손녀.
- 김소민: 최해 역 - 성수와 소라의 막내 아들, 만리와 혜영의 친손자. 경순의 증손자.

### 그 외 인물
- 이주실: 정미영 역 (†) - 수정의 양어머니, 미래와 정후의 양외조모. 진헌의 장모. 정자의 사돈. 죽은 태현의 아내.(3회, 7회~8회, 11회~12회, 15회, 17회~34회)
- 정현석: 산부인과 의사 역
- 안상은: 별카롱 언니 역
- 황가람: 공시생 역

### 특별출연
- 우현: 판사 역 - 현재가 맡은 재판의 판사(1회)
- 김지민: 재판 원고 역 - 현재가 참여한 재판의 원고(1회)
- 이현진: 박준형 역 - 미래의 전 남편.(1회~4회)
- 이상숙: 준형 모 역 - 준형의 어머니, 미래의 전시어머니(1회~4회)
- 정미경: 유나 친모 역 - 젊은 시절 남편과 이혼했고, 그때부터 삼남매를 홀로 키웠었다. 식당을 운영하고 있다. 큰아들 완주가 유부녀를 꾀어낸 대가로 유부녀의 남편으로부터 1억원을 요구받았다. 그래서 운영중이던 식당도 폐업 위기에 놓였으나 현재 덕분에 위기를 면했다.(3회, 4회, 13회, 26회, 41회, 43회, 44회, 49회)
- 배그린: 소영은 역 - 재현의 전 처. 현재의 전 연인(4회~13회)
- 유승봉: 이민호의 작은아버지(친아버지의 동생) 역(4회~9회)
- 배우희: 연나영 역 - 윤재가 등록한 소개팅 앱에서 만난 여성.(4회~5회, 18회)
- 미상: 방송 작가 역(6회, 14회~18회)
- 김승욱: 나석만 역 - 유나 친모의 전남편이자 유나의 친 아버지
- 윤복인: 미래의 고객이자 이혼 소송 중.(8회~11회)
- 이정혁: 재현 역 - 소영은의 전 남편(9회, 12회)
- 미상: 세입자 역(13회)
- 박승태: 이웃사랑봉사단 회원 역(13회)
- 이종구: 이웃사랑봉사단 회원 역(13회)
- 남보라: 김유진 역 - 현재가 자문하는 드라마 작가(14회~18회)
- 이정준: 창열 역 - 수재와 친구이자 전 헬스장 건물주. 수재에게 사기를 친 뒤 돈을 들고 도망감.
- 양치승: 헬스장 건물주 역
- 정의갑: 해준의 오빠 역 - 윤재의 손윗 처남
- 황효은: 해준의 올케언니 역
- 임재근: 경찰 이석근 역(36회)
- 곽희주: 나완주 역 - 유나의 남동생. 5수생이며 군 입대를 앞두고 유부녀를 꾀어낸 대가로 유부녀의 남편으로부터 위자료 1억원을 요구받았다.(43회~44회)

## 수상 경력
| 연도 | 시상식       | 부문                           | 수상자        | 결과 |
| ---- | ------------ | ------------------------------ | ------------- | ---- |
| 2022 | KBS 연기대상 | 남자 신인상                    | 서범준        | 후보 |
| 2022 | KBS 연기대상 | 여자 신인상                    | 배다빈        | 후보 |
| 2022 | KBS 연기대상 | 남자 조연상                    | 오민석        | 후보 |
| 2022 | KBS 연기대상 | 여자 조연상                    | 신동미        | 후보 |
| 2022 | KBS 연기대상 | 장편드라마부문 남자 우수연기상 | 윤시윤        | 수상 |
| 2022 | KBS 연기대상 | 장편드라마부문 남자 우수연기상 | 박인환        | 후보 |
| 2022 | KBS 연기대상 | 장편드라마부문 여자 우수연기상 | 박지영        | 수상 |
| 2022 | KBS 연기대상 | 남자 최우수연기상              | 윤시윤        | 후보 |
| 2022 | KBS 연기대상 | 여자 최우수연기상              | 박지영        | 후보 |
| 2022 | KBS 연기대상 | 베스트 커플상                  | 윤시윤,배다빈 | 수상 |
| 2022 | KBS 연기대상 | 남자 청소년 연기상             | 김소민        | 후보 |
| 2022 | KBS 연기대상 | 여자 청소년 연기상             | 김효경        | 후보 |

## 시청률
최저 시청률과 최고 시청률은 시청률 조사회사와 지역별로 시청률에 차이가 있을 수 있습니다.
| 2022년 | 2022년   | 2022년         | 2022년         | 2022년       |
| 회차   | 방송일   | TNmS 시청률    | AGB 시청률     | AGB 시청률   |
| 회차   | 방송일   | 대한민국(전국) | 대한민국(전국) | 서울(수도권) |
| ------ | -------- | -------------- | -------------- | ------------ |
| 제1회  | 4월 2일  | -              | 24.5%          | 22.8%        |
| 제2회  | 4월 3일  | 20.7%          | 24.6%          | 23.4%        |
| 제3회  | 4월 9일  | -              | 22.8%          | 20.7%        |
| 제4회  | 4월 10일 | -              | 25.3%          | 24.2%        |
| 제5회  | 4월 16일 | 17.8%          | 21.0%          | 19.6%        |
| 제6회  | 4월 17일 | 21.3%          | 24.1%          | 22.7%        |
| 제7회  | 4월 23일 | 19.5%          | 22.2%          | 20.6%        |
| 제8회  | 4월 24일 | 21.1%          | 24.4%          | 22.9%        |
| 제9회  | 4월 30일 | 16.8%          | 22.3%          | 20.7%        |
| 제10회 | 5월 1일  | 19.2%          | 25.0%          | 23.8%        |
| 제11회 | 5월 7일  | 16.3%          | 20.7%          | 19.4%        |
| 제12회 | 5월 8일  | 20.6%          | 24.3%          | 23.1%        |
| 제13회 | 5월 14일 | 18.5%          | 23.1%          | 22.0%        |
| 제14회 | 5월 15일 | 19.6%          | 23.9%          | 22.7%        |
| 제15회 | 5월 21일 | -              | 20.9%          | 19.3%        |
| 제16회 | 5월 22일 | 18.8%          | 22.2%          | 20.7%        |
| 제17회 | 5월 28일 | 17.7%          | 20.8%          | 18.9%        |
| 제18회 | 5월 29일 | 19.4%          | 23.8%          | 22.2%        |
| 제19회 | 6월 4일  | 16.1%          | 21.2%          | 20.2%        |
| 제20회 | 6월 5일  | 18.7%          | 23.8%          | 22.3%        |
| 제21회 | 6월 11일 | 17.0%          | 21.7%          | 20.7%        |
| 제22회 | 6월 12일 | 20.1%          | 24.0%          | 22.5%        |
| 제23회 | 6월 18일 | 17.1%          | 21.1%          | 19.0%        |
| 제24회 | 6월 19일 | 20.2%          | 25.0%          | 23.1%        |
| 제25회 | 6월 25일 | -              | 21.7%          | 20.0%        |
| 제26회 | 6월 26일 | 21.4%          | 25.0%          | 23.1%        |
| 제27회 | 7월 2일  | 17.6%          | 20.5%          | 18.6%        |
| 제28회 | 7월 3일  | 19.0%          | 23.1%          | 20.9%        |
| 제29회 | 7월 9일  | 18.2%          | 21.3%          | 19.7%        |
| 제30회 | 7월 10일 | 20.6%          | 24.2%          | 22.2%        |
| 제31회 | 7월 16일 | 19.3%          | 21.6%          | 19.8%        |
| 제32회 | 7월 17일 | 22.1%          | 26.0%          | 23.3%        |
| 제33회 | 7월 23일 | 20.5%          | 23.7%          | 21.8%        |
| 제34회 | 7월 24일 | 23.0%          | 25.7%          | 23.1%        |
| 제35회 | 7월 30일 | 19.2%          | 24.0%          | 22.2%        |
| 제36회 | 7월 31일 | 22.5%          | 26.2%          | 23.9%        |
| 제37회 | 8월 6일  | -              | 25.6%          | 23.2%        |
| 제38회 | 8월 7일  | -              | 27.4%          | 24.7%        |
| 제39회 | 8월 13일 | 21.1%          | 25.0%          | 22.4%        |
| 제40회 | 8월 14일 | 21.7%          | 27.3%          | 25.2%        |
| 제41회 | 8월 20일 | 21.3%          | 26.5%          | 24.2%        |
| 제42회 | 8월 21일 | 23.4%          | 28.8%          | 26.0%        |
| 제43회 | 8월 27일 | 20.7%          | 25.2%          | 23.3%        |
| 제44회 | 8월 28일 | 24.4%          | 28.2%          | 25.2%        |
| 제45회 | 9월 3일  | 21.3%          | 26.8%          | 24.2%        |
| 제46회 | 9월 4일  | 23.6%          | 28.9%          | 25.7%        |
| 제47회 | 9월 10일 | 17.9%          | 22.1%          | 19.9%        |
| 제48회 | 9월 11일 | 21.7%          | 26.2%          | 23.4%        |
| 제49회 | 9월 17일 | 21.7%          | 26.4%          | 24.8%        |
| 제50회 | 9월 18일 | 24.2%          | 29.4%          | 26.4%        |

## OST
- Part. 1: 울랄라세션 - 소심한 남자(2022. 4. 24. 발매)
- Part. 2: 이해인 - 사랑인 거야(2022. 5. 1. 발매)
- Part. 12: 전상근 - 모두가 그렇게 살아
- 윤시윤 내게오는길 삽입곡

## 같이 보기
- 대한민국의 텔레비전 드라마 목록 (ㅎ)
- 2022년 대한민국의 텔레비전 드라마 목록